# Potentiometer

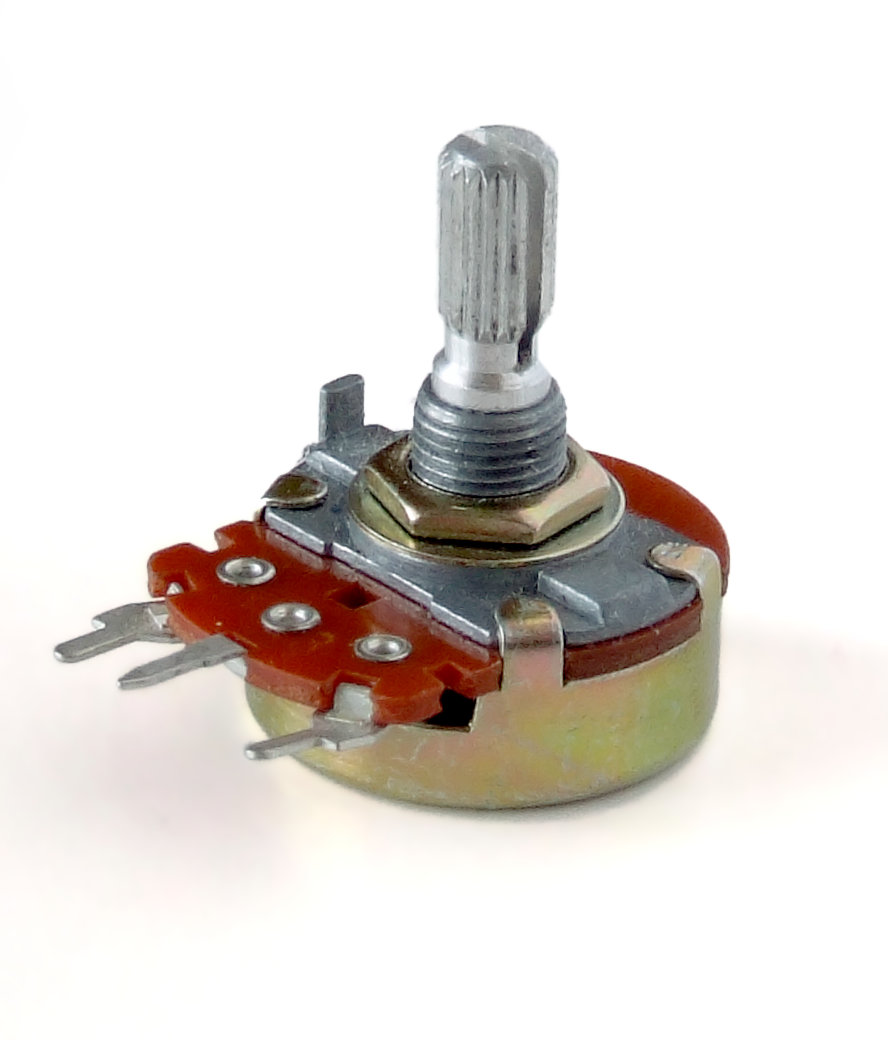
Single-turndraaipotentiometer. Op de geribbelde as aan de bovenkant wordt na montage van de potentiometer in een apparaat de bedieningsknop geschoven (een draaiknop).

Een potentiometer (kortweg potmeter genoemd) is een spanningsdeler, waarbij de delerfactor DF, de verhouding van uitgangsspanning van de spanningsdeler tot de ingangsspanning, ingesteld kan worden tussen 0 (geen uitgangsspanning) en 1 (uitgangsspanning = ingangsspanning), bepaald door de stand van de bedieningsknop. Er geldt: uitgangsspanning Uout = DF * Uin,, met Uin de ingangsspanning van de spanningsdeler. Men onderscheidt de schuifpotentiometer, waarvan de DF varieert als men de knop ervan verschuift, en de gewone draaipotentiometer, waarbij dit gebeurt door aan een knop te draaien. Het is gebruikelijk de potentiometers zo aan te sluiten, dat bij schuifregelaars met de knop helemaal naar beneden/helemaal naar voren en bij draaipotentiometers de knop helemaal linksom gedraaid de DF=0 wordt (geen uitgangssignaal) en andersom als de knop helemaal naar boven/naar achteren wordt geschoven respectievelijk de draaipotentiometerknop  helemaal rechtsom wordt gedraaid, de DF=1 wordt: de uitgangsspanning is dan gelijk aan de ingangsspanning.

## Werking

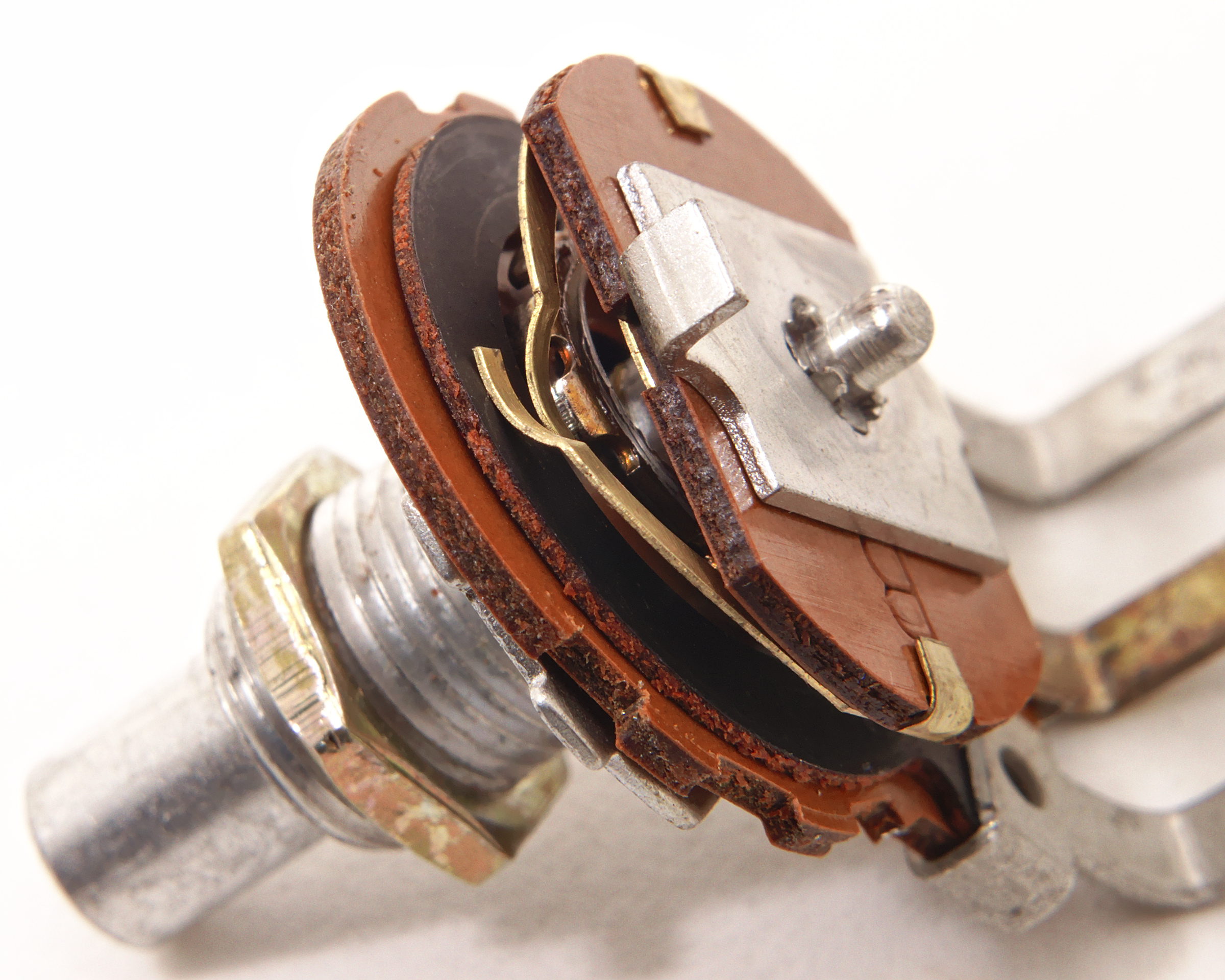
Geopende single-turnpotentiometer. Links: weerstandsbaan met sleepcontacten, boven: isolatieplaat, die de as isoleert van de sleepcontacten. Helemaal rechtsboven een aluminium plaatje, waarmee de isolerende sleepcontact drager op de as geklemd wordt (kleine diameter as boven, aan de onderkant ligt de drager op de veel dikkere 6 mm as). Dit plaatje heeft een omgezette lip. Deze lip stuit aan beide einden van de draaibeweging tegen nokken, die in de behuizing naar binnen gedrukt zijn en die voorkomen dat de sleepcontacten van de weerstandsbaan af kunnen lopen, waardoor ze beschadigd zouden raken. De maximum draaihoek is dientengevolge 270° à 300°

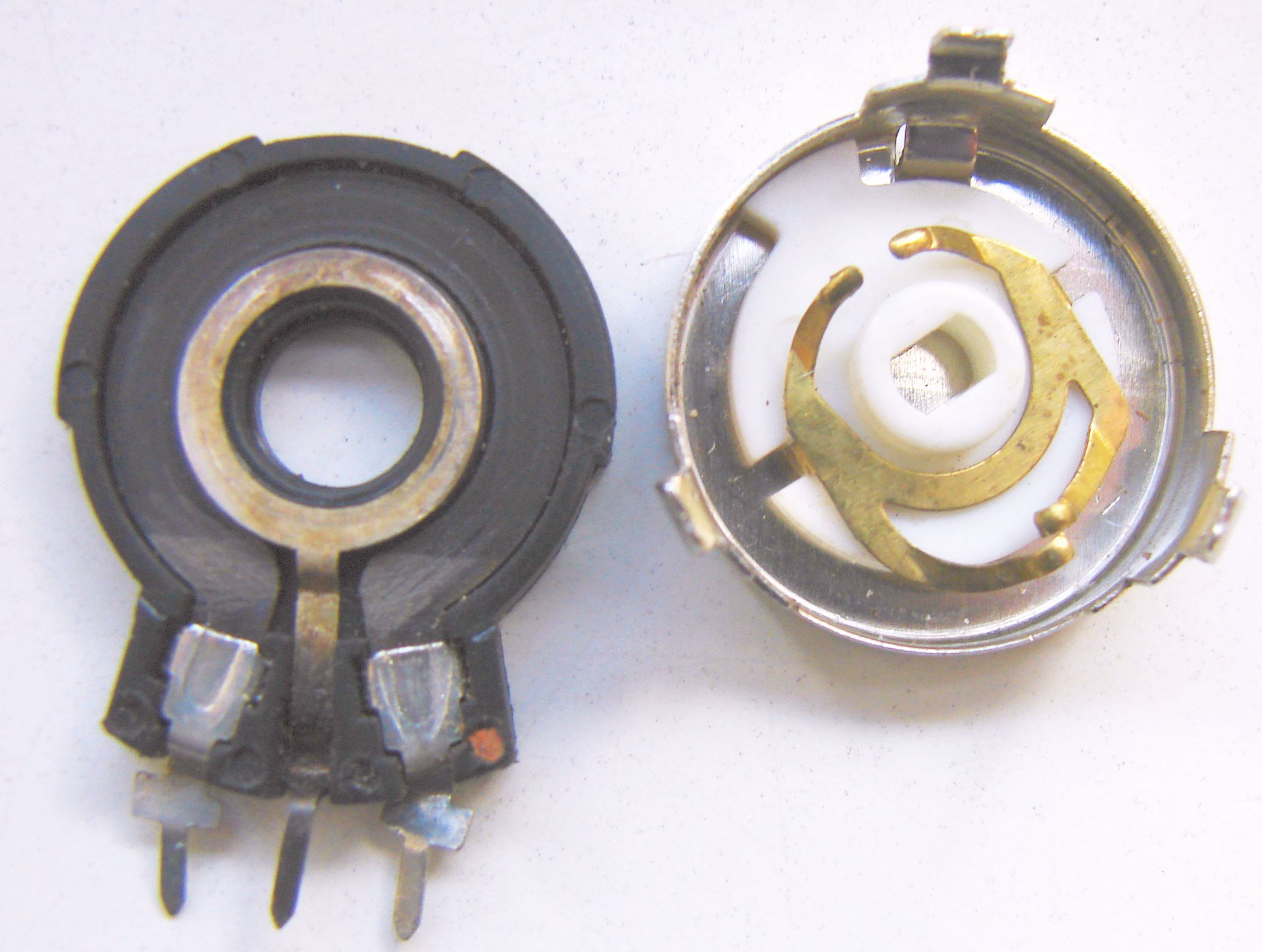
Gedemonteerde draaipotentiometer. Links de weerstandsbaan met duidelijk zichtbaar de gemetalliseerde delen aan beide einden. De metallisatie loopt door onder de beide klemmen, waarmee het externe contact gemaakt wordt. In het midden de aansluiting voor de loper met cirkelvormige geleider. Rechts: loper met rechtsonder een paar sleepcontacten, die naast elkaar over de weerstandsbaan lopen, linksboven een set sleepcontacten voor contact met de binnenring, die doorloopt als aansluitcontact voor de loper, boven slag begrenzende nok

Bij een potentiometer verplaatst een eerste (set) sleepcontacten, de loper zich over een  weerstandsbaan. Beide einden van de weerstandsbaan en de loper hebben een elektrisch aansluitcontact. De loper beweegt ten opzichte van de behuizing. Daarom is een tweede (stel) sleepcontact(en) nodig dat contact maakt met een laagohmige geleiderbaan.

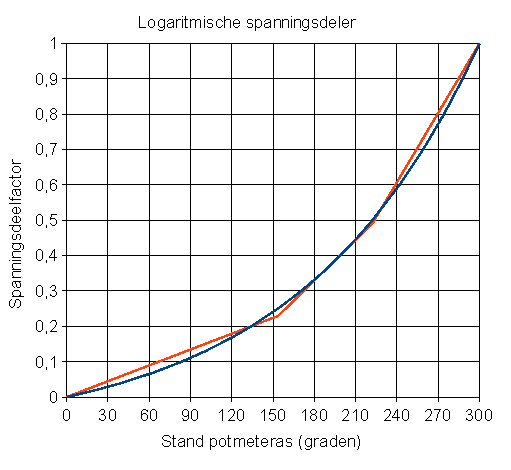
Spanningsdeler karakteristiek van een logaritmische potentiometer. Blauw: Theoretische DF (= deelfactor van de potmeter) als functie van de hoekverdraaiing, berekend met: Hoekverdraaiing = 300 · log(9 · DF + 1). DF varieert van 0 tot 1, het argument x van log(x) varieert van 1 tot 10, log(x) zelf varieert van 0 tot 1, en de hoekverdraaiing van 0° tot 300° (maximum hoekverdraaiing).
Rood: Lineaire benadering van de logaritmische functie door 3 secties in de weerstandsbaan aan te brengen:
Sectie A:hoek 0°-134°, weerstand per cm: R
Sectie B:hoek 134°-222°, weerstand per cm: R·2,56
Sectie C:hoek 222°-300°, weerstand per cm: R·4,37

Bij een gewone, single-turnpotentiometer is de weerstandsbaan cirkelvormig en ligt hij aan de buitenkant van de isolerende drager waar de weerstandsbaan op is aangebracht. Deze baan is over ongeveer 30° onderbroken. Aan beide einden van de weerstandsbaan wordt een laagohmige metallisatie aangebracht. Deze metallisatie dient om een betrouwbaar contact met een dunne metalen strip te maken, die naar de buitenzijde loopt, waar de ruimte is om de verbinding te maken met de aansluitcontacten met holnieten en om de deelfactor geheel 0 of 1 te kunnen maken, hetgeen door de beperkte slag van loper anders niet kan. De elektrisch effectieve hoek is iets kleiner dan de mechanische, omdat het allerlaatste stukje, de loper over de metallisatie glijdt, waarbij de DF=0 of DF=1 blijft.
De geleidende baan voor het tweede sleepcontact ligt concentrisch binnen de weerstandsbaan. Deze cirkelvormige baan is niet onderbroken, maar heeft een aftakking naar buiten, die door de opening in de weerstandsbaan naar de buitenkant loopt. Aan deze uitloper wordt het middelste aansluitcontact vastgeniet of op een andere manier bevestigd. 
De potentiometer vormt een variabele spanningsdeler, met deelfactor tussen 0 en 1. De totale weerstand, de som van beide spanningsdeler-weerstanden, blijft constant van waarde. De top en voet van de spanningsdeler zijn verbonden met de beide buitenste aansluitcontacten. De gedeelde spanning is beschikbaar op het middelste aansluitcontact. Ofschoon de weerstandswaarde van een potentiometer gelijk blijft verandert de spanningsdeling wel in een schakeling door de weerstand van de belasting. Om dit te compenseren worden speciale (logaritmische) weerstanden toegepast.
Potmeters bestaan in zowel lineaire als logaritmische versies:
- lineair - Een lineaire potmeter heeft een weerstandsbaan met een constante weerstand per lengte-eenheid, waardoor de uitgangsspanning op de middelste aansluiting van een draai-potentiometer, verbonden met de loper, een uitgangsspanning levert die  recht evenredig is met de hoekverdraaiing van de as ten opzichte van de beginpositie (helemaal linksom), als de beide buitenste aansluitingen verbonden zijn met een vaste spanning. Een lineaire potmeter is  te herkennen aan een letter B op de behuizing, volgens de oude standaard was dit een A.
- logaritmisch - Een logaritmische potmeter heeft een weerstandselement dat zo gevormd dat de hoekverdraaiing van de potmeteras recht evenredig is met de log(9*DF + 1), met DF de spanningsdeelfactor, dat is verhouding tussen uitgangsspanning en ingangsspanning over de beide buitenste aansluitingen van de potmeter. De logaritmische functie kan benaderd worden door de weerstandsbaan in verschillende secties te verdelen.[2][3]

Een potentiometer kan als variabele weerstand gebruikt worden door het lopercontact met een van de andere contacten te verbinden.  
Als de potmeter vanaf de as-zijde wordt bekeken en de aansluitcontacten staan omhoog, is het basiscontact, de voet van de spanningsdeler, de rechter aansluiting, waar de loper tegen aanzit als de as geheel linksom gedraaid wordt. Het logaritmische type wordt vooral toegepast in audioversterkers omdat de amplitudegevoeligheid van het menselijk oor ook logaritmisch is. Hierdoor kan een volumeknop met een bereik van 0 tot 10 zorgen dat een niveau van 3 half zo luid klinkt als een niveau van 6.  Een logaritmische potmeter is altijd te herkennen aan een letter A op de behuizing, volgens de oude standaard was dit een B.
Gewone potentiometers kunnen, in tegenstelling tot instelpotmeters, met een knop die buiten het apparaat geplaatst is, bediend worden.

## Schuifpotentiometers

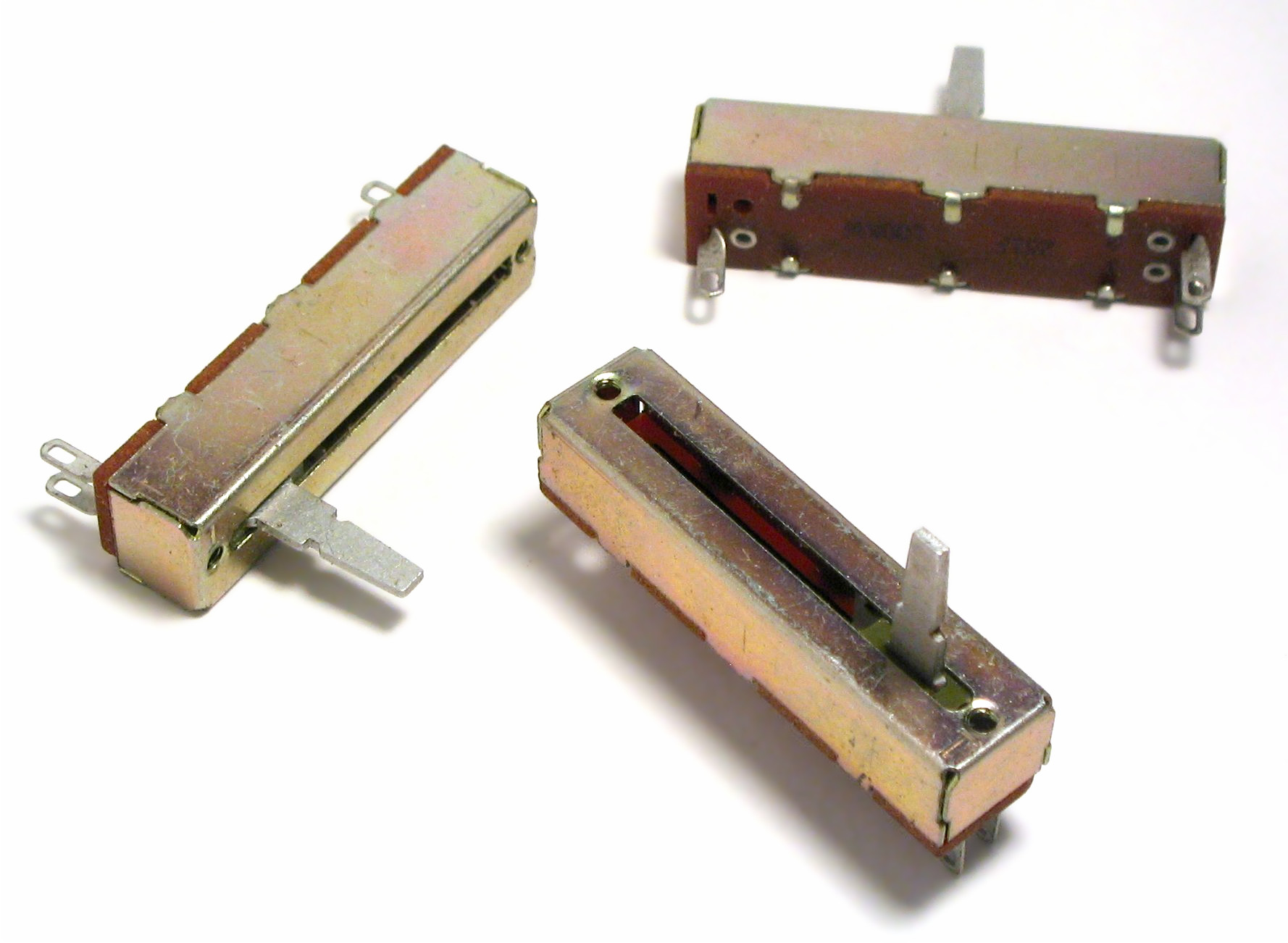
Schuifpotentiometers

Naast de gewone single-turndraaipotmeters, zijn er de schuifpotmeters. Hierin wordt de spanningsdeelfactor door een lineaire beweging van een knop ingesteld. Schuifpotmeters zijn zowel in lineaire als in logaritmische uitvoering leverbaar.

## Instelpotmeters

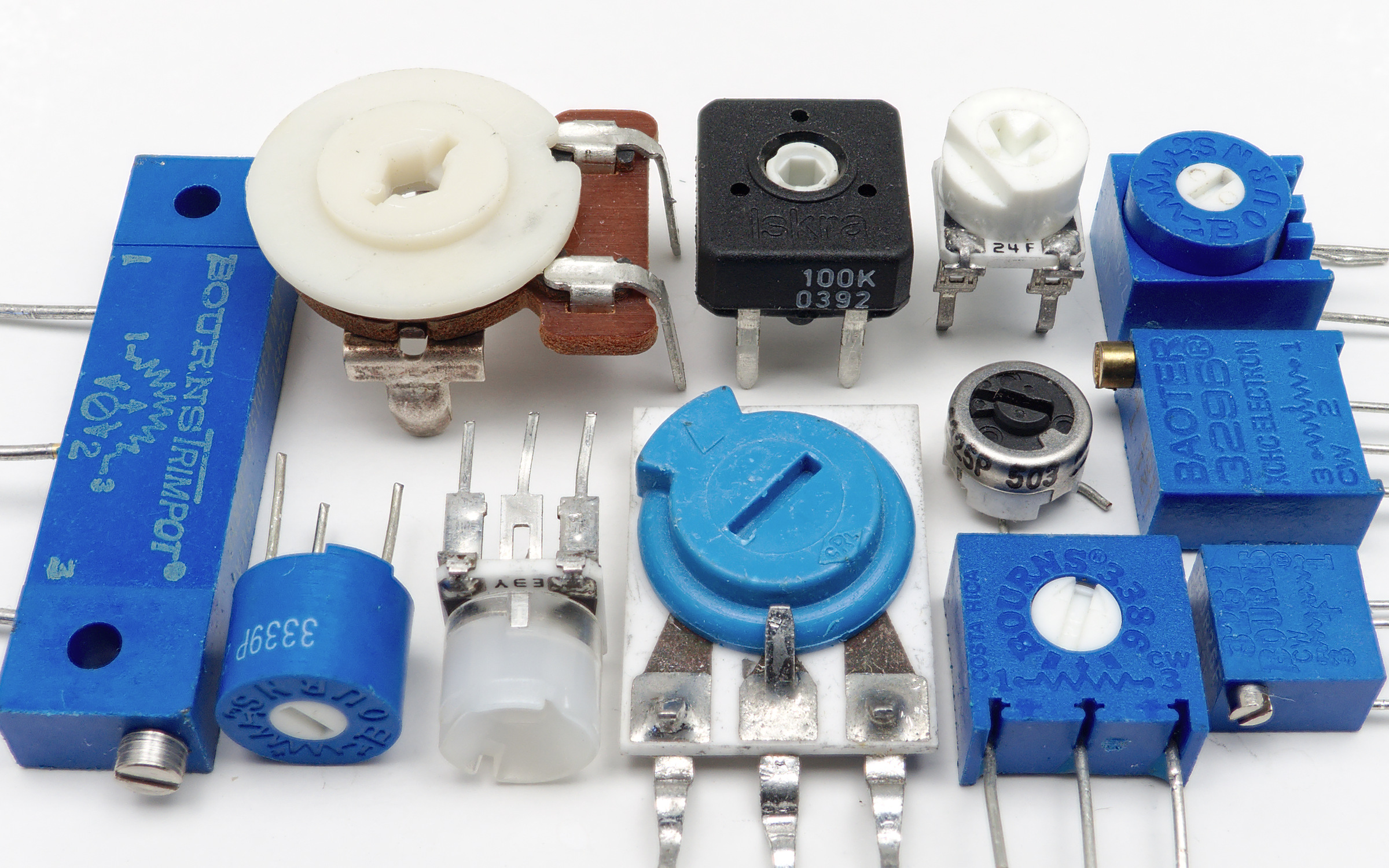
Diverse typen instelpotmeters

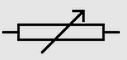
Symbool van een potmeter. De pijl is de loper.

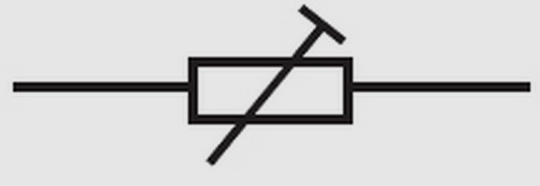
Symbool van een trimpotmeter

Met instelpotmeters kunnen bepaalde parameters van een apparaat gekalibreerd worden. Dat kan gebeuren in de fabriek, waarin apparaten getest worden als later bij periodiek onderhoud als de betreffende parameter van het apparaat verlopen is, en buiten de toegestane tolerantieband valt. De afregeling geschiedt door een klein schroefje te verdraaien. Meestal moet een apparaat daartoe geopend worden. Soms wordt een instelpotmeter aan de zijkant van een printplaat geplaatst. Er kan dan een gaatje in de zijwand van een apparaat gemaakt waardoor de afregeling van buitenaf kan geschieden. Daarvoor zijn de staande types geschikt maar vooral het liggende type links in de figuur, dat mechanisch veel stabieler is en een precieze afdeling mogelijk maakt (aan de zijkant), omdat deze multiturn is. Als op een printplaat uitsluitend componenten met lage bouwhoogte geplaatst zijn, kan de printplaat voorzien worden van liggende componenten en parallel aan een buitenwand worden geplaatst, en kunnen in principe alle liggende potmeters van buitenaf door gaatjes in de kastwand worden afgeregeld. Er bestaan ook types die (ook) van onderaf kunnen worden bediend door een gat in de print. Instelpotmeters zijn altijd van het lineaire type. 
Instelpotentiometers worden ook weleens trimmer genoemd, maar dat woord wordt meestal gebruikt voor een variabele condensator. Duidelijker zijn trimweerstand, trimpotentiometer en trimpotmeter. 

## Opbouw
Het weerstandselement kan bestaan uit weerstandsdraad, een laag koolstofcomposiet, cermet (een mengsel van keramiek en metaal) of een geleidend plastic. Tegenwoordig bestaan de meeste potentiometers uit cermet. Dit is behoorlijk slijtvast en de weerstandswaarde blijft lang stabiel. Voor hogere vermogens worden draadgewonden potentiometers gebruikt. Bij deze potentiometers wordt om een ringvormige keramische drager weerstandsdraad gewikkeld. Deze wikkeling wordt vastgelegd door er een keramische laag op aan te brengen. Deze keramische mantel omsluit de hele wikkeling op een cirkelvormige baan na, waar de loper contact moet maken met de wikkeling. Deze potentiometers hebben verder geen behuizing zodat de toelaatbare dissipatie maximaal is, omdat de warmteweerstand naar de omgeving minimaal is, de warmte in de wikkeling kan direct naar buiten afgevoerd worden.
Wanneer een heel lage wrijving en hoge precisie vereist is, worden vaak geleidend plastic potentiometers gebruikt.
Potentiometers zijn er in allerlei soorten en maten. Single-turnpotmeters zijn in de inleiding al beschreven. De opbouw van kleine single-turnpotmeters is vergelijkbaar, alleen is de as vervangen door een plastic deel met sleuf voor een schroevendraaier.
Schuifpotmeters hebben een rechte in plaats van cirkelvormige weerstandsbaan. Ze hebben, net als draaipotmeters, een geleidende baan en een sleepcontact dat met de loper meebeweegt, zodat de spanning op de bewegende loper op het vaste aansluitcontact kan worden afgenomen. De geleidende (smallere) baan ligt naast de weerstandsbaan. 
Types die meerdere omwentelingen kunnen maken (multi-turn) hebben meestal een draadgewonden spiraalvormig element. Daartoe wordt eerst een flexibele drager met weerstandsdraad bewikkeld. De zo ontstane flexibele draadgewonden weerstand wordt op een trommel gewikkeld (loper moet aan de buitenkant zitten) of in een (loper binnen in). Ook deze types hebben een sleepcontact nodig dat het contact met de vaste aansluiting in de behuizing verzorgt. De geleider waar het sleepcontact overheen glijdt, van een massieve, ongeïsoleerde koperdraad zijn, die meegewikkeld wordt met de flexibele draadgewonden weerstand en een spiraal vormt, die tussen de windingen van de draadgewonden weerstandsspiraal in ligt. Voor de bediening van multi-turnpotmeters zijn speciale knoppen verkrijgbaar met een mechanische teller met drie cijfers (000-999).
Er zijn ook multi-turnpotmeters die via een (dubbele) tandwieloverbrenging de loper laten bewegen over een single-turnweerstandsbaan, identiek aan een gewone single-turnpotmeter.
Voor stereotoepassingen zijn tandempotentiometers verkrijgbaar, dat zijn bij een draaipotentiometer twee potentiometers achter elkaar. Eén potmeter regelt het linker kanaal, de andere het rechter. Ook beide toonregelpotmeters, die bij betere apparatuur worden toegepast voor regeling van hoog en laag zijn dan tandempotmeters. Bij tandemschuifregelaars kan een dubbele weerstandsbaan en dubbele geleiderbaan gebruikt worden. Daar hoeft alleen een mechanische, elektrisch geïsoleerde verbinding tussen beide lopers gemaakt te worden, waarop ook de bedieningsstrip en uiteindelijk de knop wordt vastgezet.

## Toepassingen

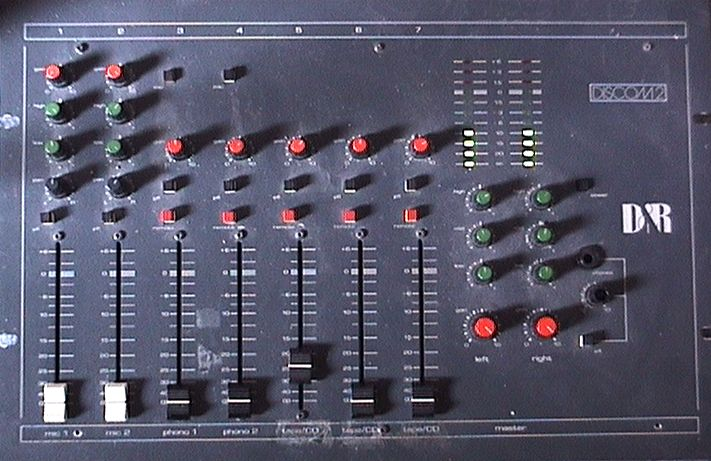
Mengpaneel met zowel draai- als schuifpotentiometers

Potentiometers worden veel toegepast als volumeknop voor versterkers, bijvoorbeeld in radio- en televisietoestellen. Vanouds zijn deze potmeters gecombineerd met een schakelaar: wordt de potmeter zo ver mogelijk linksom gedraaid, dan wordt het apparaat uitgeschakeld.
In audiomengpanelen en in audioequalizers worden veelal schuifpotmeters toegepast. 
Bij audio- en video-apparatuur  voor vaste opstelling wordt tegenwoordig een infrarood afstandsbediening gebruikt en intern in het apparaat worden digitale technieken gebruikt om de instellingen, bijvoorbeeld geluidssterkte, in te stellen. Op het apparaat zelf zijn dan kleine drukknopjes aangebracht, om de meest elementaire functies te kunnen bedienen. Zo kunnen de toestellen ook nog gebruikt worden als de afstandsbediening defect is of zoek geraakt totdat er een nieuwe afstandsbediening is binnengekomen.
Multi-turnpotmeters werden toegepast in dure wetenschappelijke apparatuur. Precisie-instellingen worden echter steeds vaker digitaal gedaan, bijvoorbeeld met een aanraakscherm met een decimaal toetsenbord op het display. Dat is preciezer en slijtvaster.